# 5. Armee (Österreich-Ungarn)
Die k.u.k. 5. Armee war ein Großverband der österreichisch-ungarischen Armee im Ersten Weltkrieg. Zu Kriegsbeginn 1914 stand das Armeeoberkommando am serbischen Kriegsschauplatz, wurde aber wegen der schweren Verluste noch vor Jahresende aufgelöst. Nach dem Kriegseintritt Italiens (Mai 1915) wurde die Armee reaktiviert und ab 24. Mai 1917 im Zuge der Zehnten Isonzoschlacht bis zum Kriegsende als Isonzo-Armee bezeichnet.

## Geschichte

### Als5. Armee

#### Serbienfeldzug 1914
Der Oberbefehlshaber der Balkanstreitkräfte, Feldzeugmeister Potiorek, glaubte, dass eine Invasion aus Bosnien heraus auch einen inneren Aufruhr in Serbien verursachen würde. Die 5. Armee hatte im Serbienfeldzug 1914 an der unteren Drina anzugreifen, während zwei Korps der 2. Armee zwischen Šabac und Belgrad angreifen sollten. Die 5. Armee unterstand General der Infanterie Ritter von Frank, als Generalstabschef fungierte Generalmajor Maximilian Csicserics, im August 1914 waren dem Armeeoberkommando folgende Korpsgruppen zugewiesen:

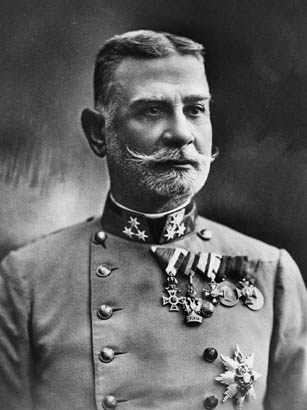
General der Infanterie, Liborius Ritter von Frank, Oberbefehlshaber der 5. Armee

VIII. Korps: Gen. der Kav. Arthur Freiherr Giesl von Gieslingen
- 21. k.k. Landwehr-I.T.D. FML Artur Przyborski
- 9. I.T.D.: FML. Viktor von Scheuchenstuel

XIII. Korps: Gen. der Inf. Adolf von Rhemen zu Barensfeld
- 36. I.T.D.: FML Claudius von Czibulka
- 42. Honved-Division FML Stephan Sarkotić

weiters zugewiesen:
- 13. Marsch-Brigade GM Adalbert Letovsky
- 11. Gebirgs-Brigade GM Marcel Lawrowski
- 104. k.u. Landsturm-Brigade GM Theodor Bekić[1]

Den einleitenden Angriff der Armee führte das XIII. Korps über die Drina beiderseits der Straße Loznica-Zavlaka in Richtung auf Valjevo. Das VIII. Korps sollte im Norden mit der 9. I.T.D. östlich Bijeljina über die Drina gehen. Am 12. August erfolgte der Angriff der Landsturm-Brigade unter Generalmajor Letovsky gegen Šabac. Die Brigade unter Generalmajor von Dáni ging bei Klenak über die Save und nahm mit wuchtiger Artillerieunterstützung Šabac ein. Das XIII. Korps hatte mit der 36. Division nach dem Drinaübergang die Höhen östlich von Loznica in die Hände zu bekommen und den Eingang in das Jadartal zu erzwingen. Die am Südflügel der 5. Armee vor Zvornik stehende 42. Honved-Division hatte das Vorgehen in Richtung Krupanj zu unterstützen. Die 5. Armee kämpfte in der Schlacht am Jadar (August 1914), in der Schlacht an der Drina (September bis Oktober 1914) und in der Schlacht an der Kolubara (November bis Dezember 1914). Am 2. Dezember gelang dem Kombinierten Korps die kurzfristige Besetzung von Belgrad, das bereits zwei Wochen später wegen der serbischen Gegenoffensive geräumt werden musste.

#### Isonzofront 1915
Infolge des Kriegseintrittes von Italien (23. Mai 1915) wurde im Rahmen der Südwestfront (Generaloberst Erzherzog Eugen, Stabschef: FML Krauß) das AOK 5 neu reaktiviert und an die Isonzofront verlegt. Als Oberbefehlshaber wurde der von der Ostfront abberufene General Boroevic von Bojna bestimmt, als Generalstabschef wurde FML Aurel von le Beau berufen.
Der italienische Generalstabschef General Cadorna befahl seine Truppen nach der Kriegserklärung schnell auf österreichisches Staatsgebiet vorzudringen. Am unteren Isonzo wurde die italienische 3. Armee (Herzog von Aosta) von den schwachen k.u.k. Kräften zwei Tage lang aufgehalten, bis sie sich endlich am 25. Mai zwischen Pieris und Gradiska (südlich von Görz) an den Fluss herankämpfen konnten. Auch am Nachbarabschnitt erreichten die Spitzen der 2. italienischen Armee (General Frugoni) am gleichen Tag zwischen dem Monte Sabatino und dem Dorf Selz das Westufer des Isonzo. Der k.u.k. Oberstleutnant Richard Körner befahl seiner schweren Artilleriebrigade die sofortige Aufnahme des Feuerkampfes gegen die Angreifer. Damit rettete er, obwohl ein gegenteiliger Befehl des Kommandos der Südwest-Front vorlag, den Brückenkopf Görz und schuf damit die Voraussetzung für den Aufbau der Isonzofront. Die Truppen der zuerst aus Serbien eintreffenden 2. Gebirgsbrigade unter Generalmajor Géza Lukachich spielten eine wichtige Rolle bei der Befestigung der Stellungen auf der Karst-Hochfläche von Doberdò.

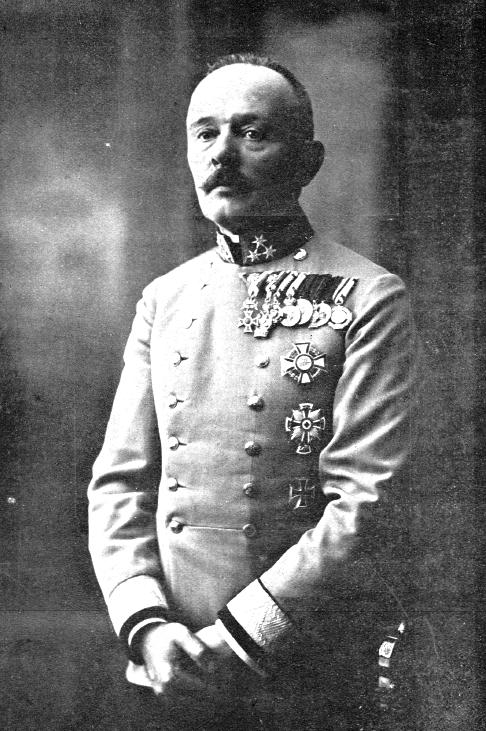
Svetozar Borojević von Bojna

XV. Korps General der Infanterie Vinzenz Fox (Tolmein)
- 1.  ITD (Infanterietruppendivision): FML Stephan Bogat
- 50. ITD: FML Franz Kalser von Maasfeld

XVI. Korps Feldzeugmeister Wenzel Wurm (Isonzo)
- 58. ITD: GM Erwin Zeidler (Görz)
- 18. ITD: GM Eduard von Böltz (Plava)
- 48. ITD: FML Theodor Gabriel (Reserve)

Gruppe Goiginger
- 57. ITD: FML Heinrich Goiginger (Hochfläche von Doberdo)
- 93. ITD: GM Adolf von Boog (Zwischen Krn und Wippach)
- 94. ITD: FML Hugo Kuczera (Parenzo, Duino)

Ab 5. Juni 1915 richteten sich die Angriffe des italienischen VI. Korps gegen das Plateau von Doberdo und gegen Görz. Bereits der erste Versuch, den Isonzo bei Pieris, Sagrado und Sdraussina zu überschreiten, schlug fehl doch Gradisca fiel den Italienern in die Hände. Während Cadorna über 214 Bataillone Infanterie, 40 Schwadronen und 118 Batterien verfügte konnte die k.u.k. 5. Armee dem Gegner lediglich 36 Bataillone, 16 Schwadronen und 75 Batterien gegenüberstellen. Zwischen dem 12. und 16. Juni gelang es dem italienischen II. Korps, bei Plava den Isonzo zu überschreiten.
Mitte Oktober 1915 verfügte die 5. Armee über sechs Verteidigungsgruppen:
- XV. Korps unter FML von Stöger-Steiner (1. und 50. ITD)
- XVI. Korps unter FZM Wenzel von Wurm (18., 58. und 61. ITD)
- VII. Korps unter General der Kavallerie Erzherzog Joseph (20., 17., und 106. ITD)
- III. Korps unter FML von Krautwald (22. und 28. Division, 19. Landsturm-Brigade, 187. Infanterie-Brigade)
- Küstenschutz Triest: Generalmajor Alexander Ritter von Wasserthal
- Küstenabschnitt Fiume: Generalmajor Nikolaus Istvanovic[2]

Allein in den ersten vier Isonzoschlachten (Juni, August, Oktober und November 1915) verloren die Italiener etwa 175.000 Mann. Die österreichischen Verluste betrugen dagegen rund 123.000 Soldaten.

#### 1916
Zwischen 14. und 18. Februar 1916 wurde das III. Korps auf der Karsthochfläche durch das VII. Korps abgelöst. Die 20. Honved-Division trat anstelle der 6. ITD, die 17. ITD löste die 28. ITD ab. Die 106. k.k. Landsturm-Division ersetzte die 22. k.k. Landwehr ITD. Zwischen 11. und 16. März führten die Italiener während der Fünften Isonzoschlacht zur Entlastung der verbündeten französischen Soldaten vor Verdun nur halbherzige Entlastungsangriffe. Das III. Korps wurde zwischen 12. und 26. März nach Südtirol verbracht. Zusätzlich wurde bis 23. März die 18. ITD durch die von der Balkanfront freigemachte 62. ITD abgelöst. Mitte März 1916 wurde die 5. Armee in Erwartung neuer italienischer Angriffe mit der aus Galizien herangeführten 34. ITD verstärkt, die sich bei Ranziano als Armeereserve versammelte.
In der sechsten Isonzoschlacht (August 1916) gelang den Italienern die Eroberung der Hochfläche von Doberdo und der Stadt Görz sowie die Errichtung eines starken östlichen Isonzo-Brückenkopfes. Die Achte Isonzoschlacht (Oktober 1916) hatte wie die vorhergehende die Hafenstadt (Triest) als Angriffsziel. Zusätzlich wurde ein Ablenkungsangriff zwischen der Wippach und St. Peter bei Görz unternommen. Die Italiener schafften es, östlich von Görz einige Schützengräben zu erobern, sowie einen minimalen Geländegewinn bei Hudi log und Kostanjevica zu erzielen.
Ziel der italienischen Angriffe in der Neunten Isonzoschlacht (31. Oktober bis 4. November) war Triest. Diesmal versuchte Cadorna mit enormer Truppenkonzentration (8 Divisionen auf nur 8,5 km Frontbreite), den Durchbruch zu erzwingen. Den Italienern gelang der Durchbruch beim Berg Volkovnjak (Kote 284) und die vorübergehende Eroberung der Anhöhe Fajti hrib sowie der Vorstoß bis Kostanjevica und die Einkesselung des Dorfes Hudi log. Die k.u.k. 5. Armee stand in dieser Schlacht nahe dem Zusammenbruch.

### AlsIsonzo-Armee

#### Isonzofront 1917
Am 24. Mai 1917 wurde die k.u.k. 5. Armee in Isonzoarmee umbenannt.
Während der Elften Isonzoschlacht (18. August 1917 bis 12. September) verursachte die Übermacht der italienischen Artillerie in den Reihen der Isonzo-Armee schwere Verluste. An der gesamten Isonzofront wurden von den Italienern diesmal 51 Infanterie- und 2,5 Kavallerie-Divisionen, 3600 Geschütze und 1700 Minenwerfer eingesetzt. Die 5. Armee verteidigte sich dagegen mit nur 20,5 Divisionen, welche im Laufe der Schlacht auf 29 verstärkt wurden, dazu kamen 1434 Geschütze und 112 Minenwerfer.
Im Abschnitt des IV. und XXIV. ging ein Großteil der Hochfläche von Bainsizza-Heiligengeist an die italienische 2. Armee verloren. Die Angriffe der italienischen 3. Armee, welche den Durchbruch über die Karsthochfläche von Comen anzielte, wurden vom k.u.k VII. und XXIII. Korps abgeschlagen. Nach der Preisgabe des Monte Santo stand der Monte San Gabriele ab 23. August im Brennpunkt des Kampfes. Zwischen 4. und 11. September tobte um diesen „Monte del morte“ der Hauptkampf, dessen Verlust hätte den Verlust der südlichen Görzer Front bedeutet.
Mitten im Großkampf der Elften Isonzoschlacht war am 23. August die Isonzo-Armee wegen taktischer Erwägungen in zwei Armeeoberkommandos aufgeteilt worden:
1. Isonzo-Armee unter Feldzeugmeister Wenzel von Wurm

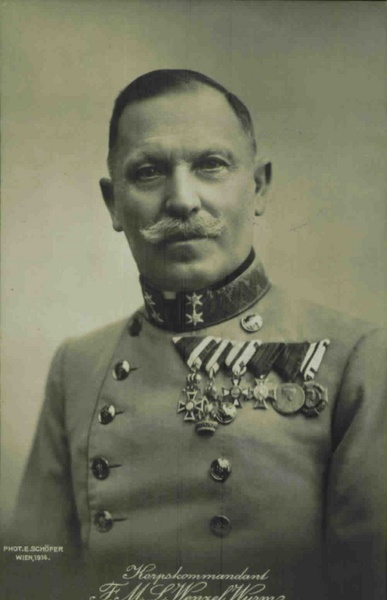
Generaloberst Wurm als Befehlshaber der 1. Isonzoarmee

Chef des Generalstabes: Oberst Theodor Edler von Körner
- XVI. Korps unter Gen. der Inf. Rudolf Kralicek (14., 58. und 63. ITD)
- VII. Korps unter FML Georg von Schariczer (17., 44. und 48. ITD)
- XXIII. Korps unter FML Maximilian von Csicserics (10., 12. und 41. ITD)
- Reserve: 21. Schützen-Division, 106. k.k. Landsturm-Division
- Abschnitt Triest und Fiume (Konteradmiral Koudelka, FML von Istvanovic)

2. Isonzo-Armee unter General der Infanterie Johann von Henriquez
Chef des Generalstabes: Oberst von Salis-Samaden
- Gruppe FML Kosak (35., 57 und 60. ITD)
- XXIV. Korps unter Gen. der Inf. Lukas (24. und 53. ITD)
- IV. Korps unter Gen. der Kav. Schönburg von Hartenstein (20. und 43. ITD)
- II. Korps unter Gen. der Inf. Kaiser (9., 28. und 29. ITD)[5]

Den Italienern gelang der Durchbruch nicht, die 11. Isonzoschlacht kostete ihnen 40.000 Tote und 108.000 Verwundete. Die österreichischen Verluste waren mit 10.000 Toten, 45.000 Verwundeten und 30.000 Vermissten so schwer, dass man für die nächste Schlacht die Front nur mehr dadurch zu sichern glaubte, dass man durch einen eigenen Angriff den Italienern zuvorzukommen wollte. Dafür wurde auch von der deutschen Heeresleitung starke Truppenhilfe zugesagt.
Ende Oktober 1917 konnte mit der Offensive der deutschen 14. Armee der Durchbruch zwischen Flitsch und Tolmein in der Zwölften Isonzoschlacht erzwungen werden. Der Zusammenbruch der italienischen 2. Armee (General Capello) zwang auch die vor der Front der beiden Isonzo-Armeen stehende 3. Armee zum Rückzug.
An der Piavemündung bei Zenson gelang der 44. Schützen-Division unter FML von Iwanski am 12. November die Bildung eines kleinen Piave-Brückenkopfes auf dem Westufer, der am 26. Dezember aber wieder aufgegeben werden musste.

#### Piave 1918
Mit der geplanten Reaktivierung der k.u.k. 6. Armee wurde die 2. Isonzoarmee am 6. Januar 1918 wieder aufgelöst, die verbleibende „Isonzo“-Armee nahm an der Zweiten Piaveschlacht (Juni 1918) und an der Schlacht von Vittorio Veneto teil.
Die Isonzoarmee verfügte im Juni 1918 über vier Korpsgruppen:
- XVI. Korps unter Gen. der Inf. Rudolf Králíček: 33., 56 und 58. ITD
- IV. Korps unter Gen. der Kavallerie Fürst Schönburg-Hartenstein: 29., 64. und 80. ITD
- Reserve: 9., 35., 51. und 61. Division, 12. reitende Schützen-Division
- VII. Korps unter Gen. der Inf. Georg Schariczer von Rény: 14., 24. und 44. Division, 9. KTD (Kavallerietruppendivision)
- XXIII. Korps unter Gen. der Inf. Maximilian Csicserics von Bacsány: 10., 12. und 57. ITD, 1. KTD

Die Verluste der zweiten Piaveschlacht, waren mit fast 117.000 Mann höher als jene bei der Elften Isonzoschlacht, obwohl diese doppelt so lange andauerte und betrugen 11.643 Mann an Toten, 80.852 Verwundete sowie 25.527 Gefangene.
In der Dritten Piaveschlacht wurde die Front der Österreicher ab 28. Oktober 1918 von den Italienern durchbrochen und das Kriegsende mit dem Waffenstillstand von Villa Giusti (bei Padua) erzwungen.

## Oberbefehlshaber
- General der Infanterie Liborius von Frank (1. August 1914 bis 27. Dezember 1914)
- General der Infanterie Svetozar Boroević von Bojna (27. Mai 1915 bis 23. August 1917, ab 24. Mai 1917 als „Isonzo-Armee“)
- Feldzeugmeister Wenzel von Wurm (Teil als „1. Isonzo-Armee“: 23. August 1917 bis 6. Januar 1918)
- General der Infanterie Johann von Henriquez (Teil als „2. Isonzo-Armee“: 23. August 1917 bis 6. Januar 1918)
- Generaloberst Wenzel von Wurm (als „Isonzo-Armee“: 6. Januar 1918 – November 1918)